# Blues elektryczny
Blues elektryczny (ang. electric blues, znany również pod tą nazwą) to rodzaj bluesa, który charakteryzuje wzmocnienie dźwięku gitary, gitary basowej, a także harmonijki ustnej.  Blues elektryczny wykonywany jest w kilku regionalnych odmianach, takich jak Blues chicagowski, Blues teksański, czy Memphis blues.
Blues elektryczny pojawił się jako w pełni ukształtowany gatunek w połowie lat 40. XX wieku. Dokonania muzyków ze Stanów Zjednoczonych zainspirowały muzyków sceny brytyjskiej lat 60., wśród nich takich wykonawców jak John Mayall & the Bluesbreakers, Cream, Eric Clapton, The Yardbirds, a także grupy rockowe Led Zeppelin i The Rolling Stones.
Do wykonawców bluesa elektrycznego zaliczają się:
- Bo Diddley
- Joe Bonamassa
- Eric Clapton
- Cream
- Bob Dylan
- Fleetwood Mac
- Rory Gallagher
- Buddy Guy
- Slim Harpo
- Jeff Healey
- Jimi Hendrix
- John Lee Hooker
- Howlin’ Wolf
- Elmore James
- Albert King
- B.B. King
- Freddie King
- Led Zeppelin
- John Mayall
- Pappo
- Jimmy Reed
- The Rolling Stones
- Eric Sardinas
- Kenny Wayne Shepherd
- Derek Trucks
- Jimmie Vaughan
- Stevie Ray Vaughan
- T-Bone Walker
- Muddy Waters
- Johnny Winter
- The Yardbirds